# Christliche Verantwortung

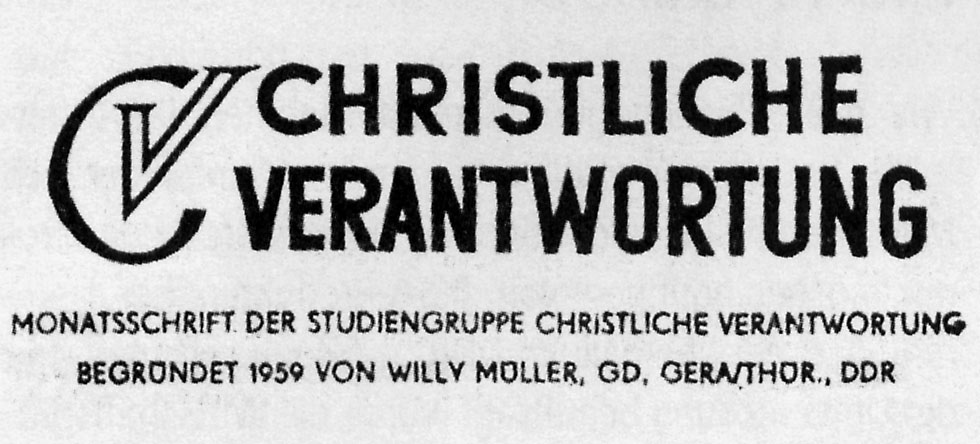
Kopf der Zeitschrift

Christliche Verantwortung (CV) war eine religiöse Zeitschrift, die von 1965 bis 1990 in der DDR erschien. Sie wurde mit Unterstützung des Ministeriums für Staatssicherheit (MfS) herausgegeben, um die Religionsgemeinschaft der Zeugen Jehovas, die in der DDR seit 1950 verboten war, zu schwächen und zu zersetzen und Mitglieder dazu zu bewegen, sich von der Wachtturm-Gesellschaft zu lösen.

## Geschichte
Die Zeitschrift und der gleichnamige Verein wurden 1959 gegründet. Erster Herausgeber bis 1970 war der ehemalige Gebietsdiener der Zeugen Jehovas Willy Müller, der sich als IM „Rolf“ bemühte, mit anderen Gruppen, die der Zeugen-Jehovas-Leitung gegenüber kritisch eingestellt waren, zusammenzuarbeiten. Die Zeitschrift erschien in einer Auflage von 5000 bis 6000 Exemplaren, gedruckt in der Druckerei „Volkswacht“ in Greiz. In der offiziellen Postzeitungsliste der DDR war sie nicht verzeichnet. Der Verbreitungsweg war die Post. Ohne Absenderangaben erhielten ausgewählte Zeugen Jehovas und Jehova-Gegner im In- und Ausland das Heft. Auch viele Zeugen Jehovas in der Bundesrepublik Deutschland erreichte die Zeitschrift, insbesondere wenn sie Verwandte in der DDR hatten, die wegen ihrer religiösen Betätigung Repressionen ausgesetzt waren. 
Die Zeitschrift wurde vielfach zitiert, beispielsweise in dem innerkirchlichen Dienstblatt „Sektenkundliche Mitteilungen“ der DDR. Der Historiker Waldemar Hirch schätzt, dass 80–85 % der dort erschienenen Artikel direkt der CV entnommen waren. Dadurch konnte die Haltung der Kirchenleitung und der Pfarrer gegenüber Zeugen Jehovas beeinflusst werden. Die Staatssicherheit der DDR sprach intern von „Zersetzende Zeitschrift ‚Christliche Verantwortung‘“.
Nach Willy Müllers Tod gab ab 1970 „Wolfgang Daum“ (Klarname: Karl-Heinz Simdorn, IM „Heini Turner“) die Zeitschrift heraus. Maßgeblicher Mitarbeiter war Dieter Pape (IM „Wilhelm“), der 1970 das Buch Die Zeugen Jehovas. Eine Dokumentation über die Wachtturmgesellschaft herausgab. Mit dieser Dokumentation wurden die meisten der etwa 40 Redaktionsmitglieder der CV geschult. In die CV wurden Hintergrundinformationen des MfS ohne Quellenangabe übernommen, fiktive Geschichten und Leserbriefe über die Zeugen Jehovas verbreitet und Gespräche anhand von Persönlichkeitsanalysen der führenden Zeugen Jehovas konstruiert. Finanziert wurde die Zeitschrift in erster Linie vom Ministerium für Staatssicherheit und vom Staatssekretariat für Kirchenfragen. Es gab auch ein Spendenkonto bei der Bank für Handel und Gewerbe in Gera. Die Gesamtstärke der Studiengruppe belief sich auf etwa 180 aktive Personen, wovon 30 der Redaktion angehörten, die sich regelmäßig in Berlin und Gera traf.
Von Februar 1990 bis 1993 wurde die Zeitschrift vom letzten Herausgeber „Henry Werner“ (Klarname: Werner Struck) weitergeführt und dann eingestellt.
1993 gründete Dieter Papes Neffe, der katholische Diplom-Theologe Klaus-Dieter Pape, in Tübingen den Verein „Christliche Dienste e. V.“ Er gab ab Mitte 1993 die Zeitschrift Aus christlicher Verantwortung heraus, von der bis 1996 12 Ausgaben erschienen. Im Vorstand des Vereins arbeitete auch  Dieter Pape mit. Als dieser Ende 1996 Klaus-Dieter Pape seine frühere Stasimitarbeit offenbarte, legte er auf Drängen des Vorsitzenden seine Ämter nieder und verließ den Verein.